# مخالفت با پورنوگرافی

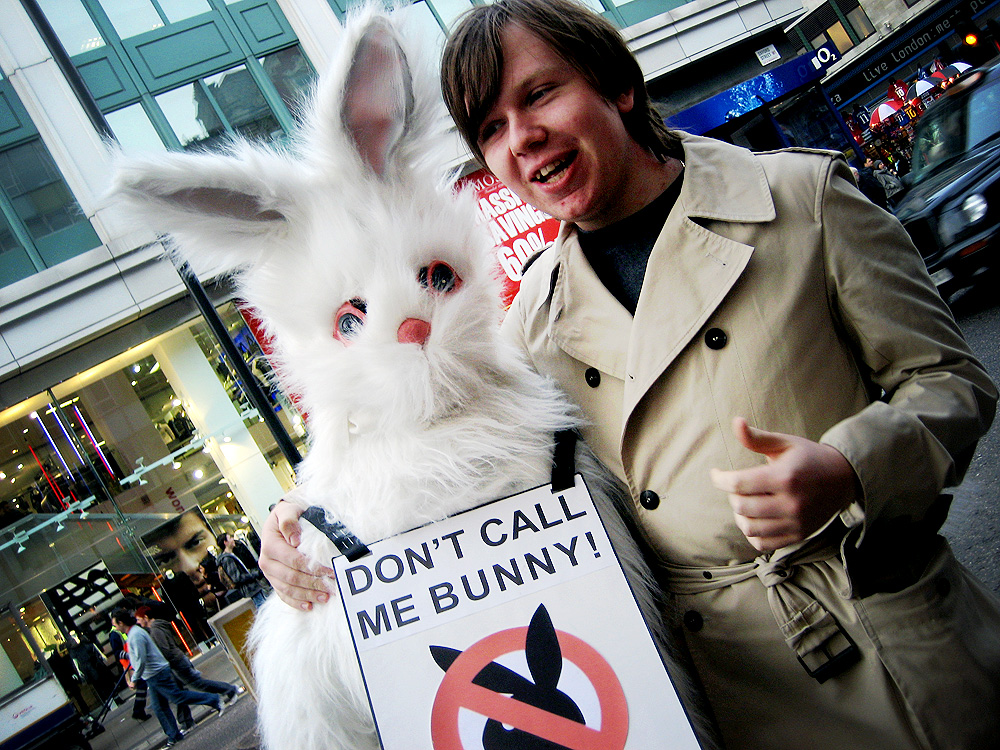
اعتراضات بر ضد پورنوگرافی در خیابان آکسفورد، لندن

مخالفت با پورنوگرافی از منابع مختلف سرچشمه می‌گیرد که کلی‌ترین گروه‌های مخالف بدین شرح هستند:
- اجتماع محافظه‌کار که پورنوگرافی را در تضاد با سنت‌های اجتماعی گذشته می‌داند.
- مخالفت‌های مذهبی که پورنوگرافی را در تضاد با ارزش‌های دینی می‌داند.
  - در ادیان ابراهیمی، باورمندان از مشاهده پورنوگرافی منع شده‌اند.[۱][۲][۳]
- فمینیسم که پورنوگرافی را نوعی ارزش ضد زن، حقارت‌آمیز و مضر برای زنان می‌داند.
- گروه‌های فعال در زمینه کاهش آسیب مشاهده پورنوگرافی را جزو رفتارهای پرخطر دسته‌بندی کرده‌اند و به دلیل امکان اعتیاد به پورنوگرافی و آسیب‌های جسمی و جنسی همانند اختلال در ارگاسم با آن مخالفت می‌کنند.

طبق بررسی‌های گالوپ در سال ۲۰۲۰، مشخص شده است که ۶۴ درصد بزرگسالان در ایالات متحده مشاهده پورنوگرافی را از نظر اخلاقی نادرست می‌دانند در حالی که ۳۶ درصد مردم پورنوگرافی را از لحاظ اخلاقی قبول دارند. برخی از محققان ادعا می‌کنند پورنوگرافی باعث آسیب به جامعه و افزایش آزار جنسی می‌شود.

## مخالفت فمینیست‌ها
به گفتهٔ فمینیست‌ها پورن در واقع ربطی به سکس ندارد، اگر سکس را یک عمل دوطرفهٔ بین دو انسان بدانیم، پورن نوعی خودارضایی و برانگیختگی شخصی خالی از صمیمیت و عشق است. پورنوگرافی مردانی را در سن نوجوانی پرورش می‌دهد که توانایی برقراری صمیمیت در سکس نخواهند داشت و زن را تحقیر می‌کنند.

## اثرات منفی اعتیاد
اعتیاد به پورنوگرافی می‌تواند یک اعتیاد رفتاری احتمالی باشد که از طریق اجبار و تکرار استفاده از محتواهای پورنوگرافی با وجود نتایج پی‌درپی منفی بر روی وضعیت فیزیکی، ذهنی، اجتماعی یا اقتصادی فرد مشخص می‌گردد. اما در حال حاضر تشخیصی از اعتیاد به پورنوگرافی در راهنمای تشخیصی و آماری اختلال‌های روانی وجود ندارد. در این راهنما آمده است که پورنوگرافی می‌تواند برای برخی افراد مشکل‌زا باشد ولی کارشناسان مطمئن نیستند که چگونه باید استفاده بیش از اندازه از پورنوگرافی را طبقه‌بندی کنند.
 برخی روان‌شناسان اما علائم مختلف ناهنجاری‌های جنسی را نشانه‌ای از اختلالات زیربنایی آن می‌دانند. همچون افسردگی یا اضطراب که می‌تواند نشانه‌ای از رابطه جنسی با خود، در اثر مشاهده محتواهای پورنوگرافی باشد. آن‌ها مفهوم اعتیاد را فقط وابستگی‌های شیمیایی ندانسته و چنین باوری را ناقص و ناموثر می‌دانند.
یک مقاله مروری (Review article) در سال ۲۰۱۶ نشان می‌دهد که برخی رفتارهای اینترنتی همچون استفاده از پورنوگرافی، می‌تواند معتادکننده باشد و تماشای مخاطره‌آمیز پورنوگرافی را به عنوان نوعی از اعتیاد به اینترنت (اختلالات ناشی از استفاده نابجا از اینترنت) در نظر گرفتند. پژوهشگران گروه روان‌شناسی عمومی دانشگاه دویسبورگ-اسن در آلمان نیز بر این باورند که رابطه جنسی فیزیکی بین دو فرد، در بدن و ذهن افراد همان تأثیر رابطه جنسی در حالات غیرفیزیکی آن همچون خودارضایی یا رابطه جنسی مجازی را ندارد. این پژوهش که بر تأثیرات مشاهده پورنوگرافی بر روی افراد متمرکز بوده، نشان می‌دهد که دیدن محتواهای پورنوگرافی اثرات مخربی بر نحوه عملکرد حافظه و یادگیری افراد شرکت‌کننده در پژوهش داشته است. همچنین هیلتون و واتس، دانشمندان علوم اعصاب دانشگاه تگزاس، استدلال می‌کنند که مشاهده بیش از اندازه محتواهای پورنوگرافی، مانند سایر اعتیادها، می‌تواند در ساختار مغز و شبکه ارتباطی عصب‌ها تغییرات آناتومیک و پتالوژیک ایجاد کند.
در پژوهشی دیگر، با مشاهده تصاویر ام‌آرآی مغز مردانی که در هفته بیش از ۴ ساعت محتواهای پورنوگرافی مشاهده کرده‌اند، دیده شده است که بخش مربوط به انگیزش و پاداش مغز این افراد کوچکتر از سایرین است. نتیجه این تحقیق نشان می‌دهد که دیدن پورنوگرافی باعث تنبلی سیستم پاداش مغز می‌گردد و این افراد به دلیل کوچک شدن این بخش از مغزشان، به انگیزش بیشتری برای لذت بردن نیاز دارند. این تحقیق نشان می‌دهد که افرادی که پورنوگرافی تماشا می‌کنند پاسخ‌های طبیعی‌ای نسبت به محرک‌های جنسی ندارند یا این پاسخ‌ها در آن‌ها دچار کاهش شده است.